# Richard Heine
Richard Heine (* 30. Mai 1890 in Ellwangen (Jagst); † 8. September 1991 in Freiburg im Breisgau) war ein deutscher Arzt und Kommunalpolitiker. 

## Leben
Der Sohn eines Professors legte im Jahr 1909 am Gymnasium in Ellwangen das Abitur ab. Zum Wintersemester 1909/1910 nahm er zunächst das Studium der Forstwissenschaften an der Uni Tübingen auf und renoncierte bei der Landsmannschaft Schottland. Nach zwei Semestern wechselte er zur Medizin. Seine Tübinger Studienzeit wurde durch ein Semester in München unterbrochen. In Heidelberg wurde er mit einer Dissertation über Den Einfluß der Schutzimpfung auf den Typhus im Kriege zum Dr. med. promoviert.
Während des gesamten Ersten Weltkrieges nahm er bei der 26. Württembergischen Division als Truppenarzt an verschiedenen Fronten teil. Für den Einsatz wurde er unter anderem mit dem Eisernen Kreuz I. und II. Klasse sowie dem Friedrichs-Orden II. Klasse mit Schwertern ausgezeichnet. Nach dem Krieg war er drei Jahre als Assistenzarzt am Mannheimer Krankenhaus tätig, ehe er sich im Jahr 1923 in Feudenheim als praktischer Arzt niederließ. Im Verlauf des gesamten Zweiten Weltkrieges wurde Heine zunächst als Sanitätsoffizier und später als Oberstabsarzt eingesetzt. 
In den Jahren 1951 bis 1968 war Richard Heine als sozialdemokratischer Stadtrat Mitglied des Mannheimer Gemeinderates. Nach 54 Jahren gab der begeisterte Alpinist und Jäger seine Praxis im Jahr 1976 auf und setzte sich im Schwarzwald zur Ruhe.  
Sein Sohn war der Botaniker Hermann-Heino Heine (1922–1996). 